# Sony Xperia M
Il Sony Xperia M è uno smartphone Android prodotto da Sony che è stato messo in commercio nel mese di agosto 2013.  L'Xperia M ha un display touchscreen capacitivo TFT da 4 pollici, un processore dual-core Snapdragon S4 Plus da 1 GHz, una fotocamera da 5 mega-pixel, 1 GB di RAM e 4 GB di memoria interna che può essere estesa con una microSD/HC.
L'Xperia M  è disponibile anche in una variante dual SIM, l'Xperia M Dual.
L'aggiornamento ad Android 4.3 Jelly Bean è stato distribuito per entrambi gli smartphone.

## Varianti
| Modello | FCC id     | Gestori/regioni         | Bande GSM            | Bande UMTS            | Note       |
| ------- | ---------- | ----------------------- | -------------------- | --------------------- | ---------- |
| C1904   | PY7PM-0480 | Australia, Nord America | 850, 900, 1800, 1900 | 850, 1700, 1900, 2100 | single SIM |
| C1905   | PY7PM-0490 | In tutto il mondo       | 850, 900, 1800, 1900 | 900, 2100             | single SIM |
| C2004   | PY7PM-0481 | Nord America            | 850, 900, 1800, 1900 | 850, 1700, 1900, 2100 | dual SIM   |
| C2005   | PY7PM-0491 | In tutto il mondo       | 850, 900, 1800, 1900 | 900, 2100             | dual SIM   |